# Lascar

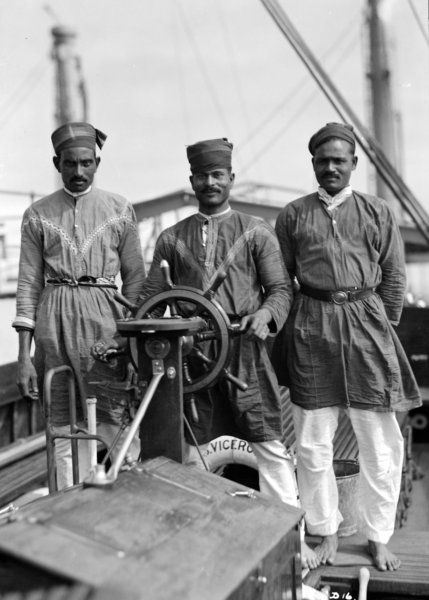
Tres lascares en el Virreinato de India.

Un lascar (Lashkar, Laskar) (en persa: لشکر‎) era un marino o militar del subcontinente indio u otros países al este del cabo de Buena Esperanza, empleados en buques europeos del siglo XVI hasta el comienzo del siglo XX. la palabra viene del persa Lashkar, que significa campamento militar o de ejército, y al-askar, la palabra árabe que significa guardia o soldado. Los portugueses adaptaron este término a lascarim, que significa un militar o marinero asiático, especialmente aquellos del subcontinente indio. Los lascares sirvieron en buques británicos contratos "lascar". Estos contratos permitieron a los propietarios de buques más control que el que tendrían en artículos ordinarios del contrato. Los marineros podrían ser transferidos de un barco a otro y retenidos en servicio por hasta tres años a la vez. Los británicos de la Compañía de las Indias Orientales inicialmente describieron los láseres indios como "Topass", pero luego adoptaron el nombre portugués, llamándolos "lascar".El nombre lascar fue también usado para referirse a los servidores hindúes, típicamente ocupados por oficiales militares británicos.

## Historia
Los marineros hindúes habían sido empleados en buques europeos desde que los primeros europeos hicieran el viaje hacia la India. Vasco da Gama, el primer europeo en alcanzar la India por vía marítima (en 1498), contrató un piloto hindú en Malindi (un asentamiento costero en lo que ahora es Kenia) para dirigir el buque portugués a través del Océano Índico hasta la Costa de Malabar en el sudoeste de la India. Los buques portugueses continuaron empleando a lascares del subcontinente en grandes cantidades hasta los siglos XVI y XVII, principalmente de Goa y otras colonias portuguesas en la India. Los portugueses aplicaban el término "lascar" a todos los marineros de sus barcos originarios de las Indias, que definían como las zonas al este del Cabo de Buena Esperanza.
A través de los imperios mundiales marítimos portugués y español, algunos lascars indios llegaron a los barcos mercantes ingleses y estuvieron entre los marineros de los primeros barcos de la Compañía Británica de las Indias Orientales (EIC) que navegaron hacia la India. Los tripulantes de Lascar procedentes de la India aparecen representados en los biombos japoneses Namban del siglo XVI.Los lusoasiáticos parecen haber desarrollado su propio pidgin portugués que se utilizó en todo el sur y sudeste de Asia.
El número de marineros hindúes empleados en buques británicos fue tan grande que los británicos trataron de restringir esto mediante las Actas de Navegación en vigor desde 1660, las cuales requerían que el 75 por ciento de la tripulación de un buque registrado como británico que importaran bienes desde Asia tuviera que ser británica. Inicialmente, la necesidad surgió debido a las altas tasas de enfermedad y mortalidad de los marineros europeos en buques con destino a la India, y sus frecuentes deserciones ahí, las cuales dejaban a los buques cortos de tripulación para el viaje de retorno. Otra razón fue la guerra cuando el reclutamiento de marineros británicos por la Royal Navy era particularmente intenso para los buques de la Compañía en India.
En 1756, una flota británica al mando de los almirantes George Pocock y Charles Watson, con una fuerza expedicionaria al mando del teniente coronel Robert Clive partió de Bombay con 1.300 hombres, incluidos 700 europeos, 300 cipayos y 300 "topacios indoportugueses". Su exitosa expedición contra Kanhoji Angre es una de las primeras referencias al uso británico de militares indoportugueses y una de las primeras acciones importantes que involucran a la Marina de Bombay de la EIC. Lascars también sirvió con Arthur Wellesley en sus campañas en la India durante finales del siglo XVIII y principios del XIX.
A los lascar a menudo se les pagaba sólo la mitad del salario de sus compañeros marineros blancos y con frecuencia se esperaba que trabajaran más horas, además de recibir raciones más pequeñas e inferiores.La remuneración de las tripulaciones de lascar "era mucho menor que la de los marineros europeos o negros"y "el costo de alimentar a una tripulación de Lascar era un 50 por ciento menor que el de una tripulación británica, siendo seis peniques por cabeza por día en comparación con doce peniques por día". Muchos lascars vivían en malas condiciones, ya que los armadores podían conservar sus servicios hasta por tres años seguidos, trasladándolos de un barco a otro según su capricho. Los malos tratos a lascars continuaron durante los siglos XIX y XX.
En 1786, el Committee for the Relief of the Black Poor (Comité para la Liberación del Negro Pobre) fue originalmente establecido gracias a la preocupación sobre los lascares dejados en Londres. Sin embargo, en un reporte hecho después de un mes de la existencia del Comité, se encontró que únicamente 35 de los 250 receptores de la ayuda eran lascares, mientras que el resto eran africanos y antiguos esclavos de América.
La Compañía Británica de las Indias Orientales reclutó marineros de Bengala, Assam, Guyarat y Yemen. La gente de la India ha estado viajando a Gran Bretaña desde que la Compañía de las Indias Orientales (EIC) reclutó coches láser para reemplazar las vacantes en sus tripulaciones en los hombres de las Indias Orientales durante sus viajes a la India. Inicialmente, se trataba de hombres de las comunidades indoportuguesas o lusoasiáticas del subcontinente, incluidos hombres de Bombay, Goa, Cochin, Madrás y el río Hugli en Bengala.Entre 1600 y 1857, entre 20.000 y 40.000 indios habían viajado a Gran Bretaña, la mayoría de ellos marineros que trabajaban en barcos.La mayoría de los indios durante este período visitaban o residían temporalmente en Gran Bretaña, regresaban a la India después de meses o varios años y traían conocimientos sobre Gran Bretaña en el proceso.Los Lascar normalmente se alojarían en puertos británicos entre viajes. Algunos fueron abandonados y cayeron en la pobreza debido a las cuotas sobre cuántos lascars podían servir en un solo barco. Los Lascar a veces vivían en casas de caridad cristianas, pensiones y cuarteles.En 1891 había 24 037 lascares empleados en buques mercantiles británicos, y en vísperas de la Primera Guerra Mundial, había 51 616 en Gran Bretaña.: 37 Entre ellos, se estima que 8.000 indios (algunos de los cuales habrían sido antiguos lascars) vivieron en Gran Bretaña de forma permanente antes de la década de 1950.
Las barreras lingüísticas entre oficiales y lascars hicieron que el uso de traductores fuera muy importante. Muy pocos trabajaban en cubierta debido a la barrera del idioma. Algunos europeos lograron dominar los idiomas de su tripulación. Capitanes expertos como John Adolphus Pope se convirtieron en expertos lingüistas y pudieron dar órdenes complicadas a su tripulación de láser. A menudo, los jefes nativos conocidos como "serangs", así como los "tindals" que a menudo ayudaban a los serangs, eran los únicos hombres capaces de comunicarse directamente con el capitán y eran los hombres que a menudo hablaban en nombre de los lascars.Muchos lascars intentaron aprender inglés, pero pocos pudieron hablar extensamente con sus capitanes europeos.En 1815, el Informe del Comité sobre Lascars y otros marineros asiáticos introdujo requisitos para equipar a los trabajadores de lascar: que se les proporcionara "una cama, una almohada, dos chaquetas y pantalones, zapatos y dos gorros de lana".
Los lascares eran usados también por buques que navegaban por otras rutas. Por ejemplo, el registro gubernamental de Nueva Gales del Sur del buque Massilia en una ruta de Londres a Sídney en 1891 incluye a más de la mitad de su tripulación ya sea como lascar o hindú.
El término lascar es usado también en Mauricio, Reunión y las Seychelles para referirse a los musulmanes, tanto por musulmanes como por no-musulmanes. La escritura preferida en tiempos modernos es "Lashkar".
Los Lascars sirvieron en todo el mundo en el período previo a la Primera Guerra Mundial. A los Lascars se les prohibió aterrizar en algunos puertos, como en Columbia Británica. Al comienzo de la Primera Guerra Mundial, había 51.616 láseres trabajando en buques mercantes británicos en el Imperio Británico y sus alrededores.En la Segunda Guerra Mundial, miles de lascars sirvieron en la guerra y murieron en barcos de todo el mundo, especialmente en los de la British India Steam Navigation Company, P&O y otras compañías navieras británicas. La falta de mano de obra llevó al empleo de un total de 121 goanos católicos y 530 indios británicos musulmanes en los buques Emperatriz del Ferrocarril del Pacífico canadiense, como el Emperatriz de Asia y Emperatriz de Japón. Estos barcos sirvieron en el Océano Índico como convoyes ANZAC y en acciones en Adén. Los barcos fueron colocados bajo el Almirantazgo británico y todos los hombres indios recibieron medallas del Almirantazgo, aunque ninguno fue entregado.En la década de 1950, el uso del término "lascar" declinó con el fin del Imperio Británico. La “Ley Lascar” india de 1832 fue finalmente derogada en 1963. Sin embargo, las tripulaciones de cubierta indias "tradicionales" y de motores paquistaníes continuaron utilizándose en Australia hasta 1986, cuando la última tripulación fue dada de baja del P&O y reemplazada por una tripulación de propósito general de paquistaníes.
Los Lascar comenzaron a vivir en Inglaterra en pequeñas cantidades a partir de mediados del siglo XVII como sirvientes y marineros en barcos ingleses. Los registros de bautismo muestran que varios jóvenes de la costa de Malabar fueron traídos a Inglaterra como sirvientes. Los lascars llegaron en mayor número en los siglos XVII y XIX, cuando la Compañía Británica de las Indias Orientales comenzó a reclutar miles de lascars (en su mayoría musulmanes bengalíes, pero también cristianos de habla konkani de la parte norte de la Goa portuguesa y musulmanes del distrito de Ratnagiri en el adyacente Maharashtra. ) para trabajar en barcos británicos y ocasionalmente en puertos de todo el mundo.Los Lascars constituían el grupo más grande de trabajadores del sur de Asia en Gran Bretaña. La mayoría de lascars eran musulmanes, pero había un número significativo de católicos e hindúes.A pesar de los prejuicios y la barrera del idioma, algunos lascar se establecieron en ciudades portuarias británicas, a menudo escapando también de los malos tratos en sus barcos o de no poder salir debido a restricciones como las Leyes de Navegación y el abandono por parte de los capitanes de transporte.Los armadores se enfrentarían a sanciones por dejar atrás los coches láser. Esta medida tenía como objetivo desalentar el asentamiento de marineros asiáticos en Gran Bretaña.
Los Lascar en Gran Bretaña vivían a menudo en casas de caridad cristianas, pensiones y cuarteles y hubo algunos casos de convivencia con mujeres locales. Los primeros y más frecuentes viajeros indios a Gran Bretaña fueron los indios cristianos y los de raza mixta europeo-asiática. Para los indios musulmanes se cuestionaron las consideraciones sobre cómo sus prácticas dietéticas y religiosas los alejarían de la sociedad británica, pero estas consideraciones a menudo fueron superadas por las oportunidades económicas. Los que se quedaron a menudo adoptaron la cultura, la vestimenta y los hábitos británicos.: 12 Aunque la presencia india en Londres durante el siglo XIX estuvo constituida principalmente por hombres lascars y marineros, se incluyeron algunas mujeres. En las áreas de Limehouse y Shadwell de Londres, muchos lascars formaron comunidades en el Barrio Oriental, áreas donde podían establecer conexiones y conservar grados de compañerismo. Sin embargo, las condiciones en el barrio no eran mejores que las de las calles. Joseph Salter, un misionero cristiano conocido por su trabajo con los láseres, afirmó una vez: “Ahora estamos bastante en el Barrio Oriental; hay aquí varias casas dedicadas a los asiáticos, presididas por chinos, malayos e indios según el país del asiático que busca compañía, cómo la desvergüenza tiene su premio y sus admiradores, y la honestidad, la verdad y el respeto por uno mismo son pisoteados en el polvo. Aquí la enfermedad y la muerte, ataviadas con llamativas túnicas adornadas con oropel, atraen a la víctima a la tumba”. Con demasiada frecuencia, el hacinamiento en alojamientos en ruinas era un espectáculo; limo, suciedad y excrementos son una experiencia común de la vida en el Barrio Oriental.
Los Lascars comúnmente padecían pobreza en Gran Bretaña. En 1782, los registros de la Compañía de las Indias Orientales describen a los láseres que llegaban a sus oficinas de Leadenhall Street “sumados en gran angustia y solicitando ayuda a nosotros”. En 1785, un autor de una carta en The Public Advertiser escribió sobre "objetos miserables, loscars, que veo temblando y muriendo de hambre en las calles". Durante la década de 1780 no era raro ver a los lascars morir de hambre en las calles de Londres. La Compañía Británica de las Indias Orientales respondió a las críticas por el trato dado a los lascars proporcionándoles alojamiento, pero no se realizaron controles en las pensiones y cuarteles que proporcionaban. Los lascars fueron obligados a vivir en condiciones de hacinamiento y espantosas que resultaron en la muerte de muchos cada año, con informes de los terratenientes encerraron a los lascars en armarios y los azotaron por su mala conducta. La Sociedad para la Protección de los Marineros Asiáticos (fundada en 1814) denunció su mal trato.
La presencia transitoria de los lascars continuó hasta la década de 1930, y la Autoridad del Puerto de Londres los mencionó en un artículo de febrero de 1931, en el que escribió que: "Aunque parecen tan fuera de lugar en el East End, son muy capaces de cuidar de sí mismos, ya que son regulares". marineros que vienen a los muelles una y otra vez y han aprendido un poco de inglés y saben comprar lo que quieren".En 1932, la encuesta del Congreso Nacional Indio de "todos los indios fuera de la India" estimó que había 7.128 indios en el Reino Unido, que incluía estudiantes, ex lascars y profesionales como médicos. La población india residente en Birmingham se registró en 100. En 1945 era de 1.000.
Los Lascars estaban a bordo de barcos de finales del siglo XVIII y principios del XIX que llegaban a la costa del Pacífico en el noroeste de América del Norte. En la mayoría de los casos los barcos partían de Macao, aunque algunos procedían de la India. Cuando Gustavus III llegó a Clayoquot Sound en la costa de la isla de Vancouver, la tripulación del barco estaba formada por tres chinos, un goa y un filipino. A los Lascars se les prohibió la entrada a Columbia Británica y otros puertos canadienses desde junio de 1914 hasta finales de la década de 1940. Por lo tanto, rara vez aparecen en los registros de desembarco y embarque, aunque frecuentaban los puertos pero permanecían a bordo de los barcos.
Los Lascars estaban a bordo de los primeros viajes británicos a la costa noroeste de América del Norte. Estos marineros formaban parte de la tripulación multinacional que llegaba de Asia en busca de pieles. Entre ellos se encontraba el Nootka en 1786, que llegó al puerto ruso de Unalaska y navegó hasta Prince William Sound en Alaska. En este barco había diez lascar indios y un chino. Tres lascars murieron en Prince William Sound, Alaska. El Nootka navegó de regreso a Asia vía Hawái, y los lascar se convirtieron en los primeros indios registrados en navegar hacia Alaska y Hawái.
Los Lascars llegaban a Hong Kong antes del Tratado de Nankín de 1842. Dado que la isla de Hong Kong fue inicialmente una base naval, los láseres indios de la Flota de las Indias Orientales llegaron a Hong Kong en aquellos primeros días coloniales. Los Lascar estaban alojados en varias calles del área de Sheung Wan, donde hay dos carreteras llamadas Upper Lascar Row y Lower Lascar Row.